# 에디네츠

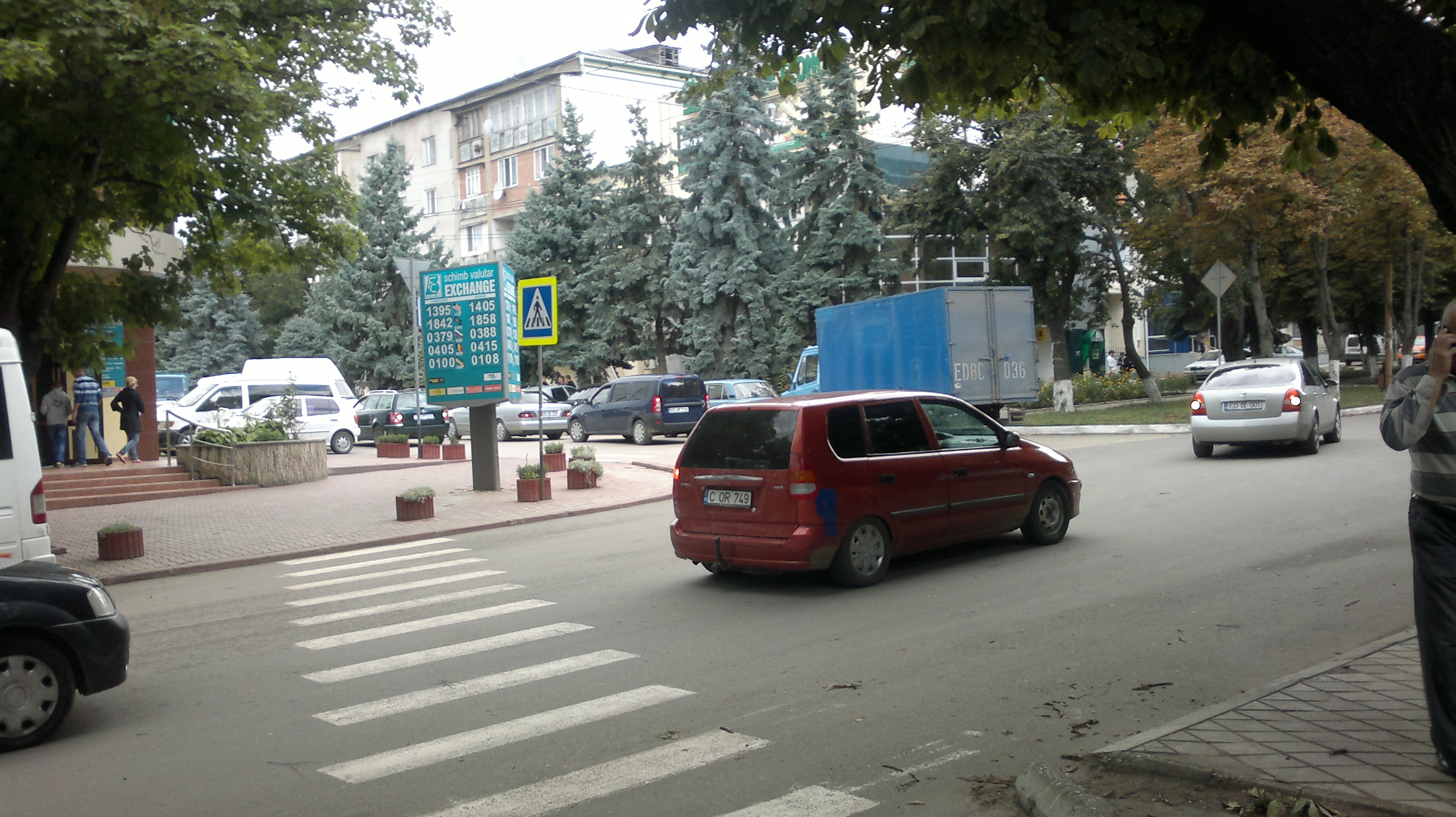

에디네츠(Edineț / Единец)는 몰도바 북부에 있는 도시이다. 500년된 도시이고 인구는 2만명이다.